# Fraunschlag (Gemeinde Altenfelden)

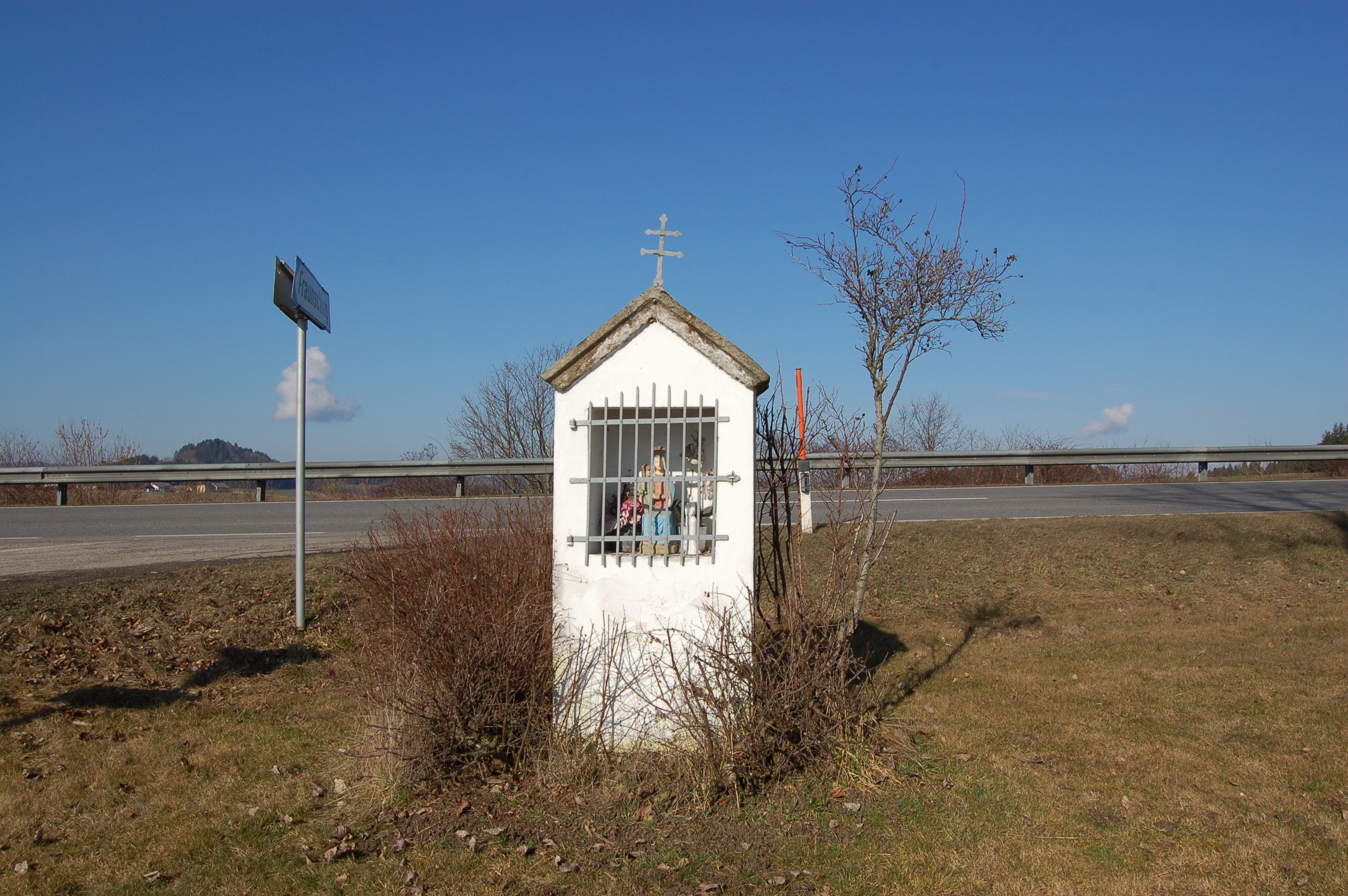
Bildstock an der Ortseinfahrt

Fraunschlag ist ein Dorf der Gemeinde Altenfelden in Oberösterreich (Bezirk Rohrbach). Die Ortschaft hat 57 Einwohner (Stand 1. Jänner 2024).

## Geographie
Fraunschlag ist eine Reihensiedlung im Norden des Gemeindegebietes von Altenfelden bzw. im Nordwesten der Katastralgemeinde Langhalsen. Das Dorf liegt rund 2,2 Kilometer nördlich des Marktplatzes von Altenfelden östlich neben der Rohrbacher Straße (B 127), die den einzigen Zufahrtsweg zur Ortschaft darstellt. Die Ortschaft ist von landwirtschaftlichen Nutzflächen umgeben. Benachbarte Ortschaften sind Freileben im Süden, Haselbach im Südwesten, Partenreit (Gemeinde Arnreit) im Norden, Starling im Nordosten, Oberfeuchtenbach im Osten und Unterfeuchtenbach im Südosten.
Für Fraunschlag wurden 2001 insgesamt 18 Gebäude gezählt, wobei 14 Gebäude über einen Hauptwohnsitz verfügten und 21 Wohnungen bzw. 18 Haushalte bestanden. Zudem gab es sieben land- und forstwirtschaftliche Betriebsstätten sowie eine Arbeitsstelle, eine Kfz-Betrieb. Die Ortschaft besteht im Wesentlichen aus dem eigentlichen Reihendorf Fraunschlag mit insgesamt 13 Hausnummern (Nr. 1–10, 13, 15 und 17) einem Hof westlich der Rohrbacher Straße (Nr. 11) und einer Häusergruppe, die direkt an die Ortschaft Partenreit grenzt (Nr. 14, 16 und 18–19).

## Geschichte und Bevölkerung
Die erste Silbe des Ortsnamens Fraunschlag leitet sich vom mittelhochdeutschen Wort vrôn („dem Herrn gehörig“) ab, während -schlag auf die Rodungstätigkeit in diesem Gebiet hinweist. Erstmals genannt wurde der Ortsname in der Mitte des 13. Jahrhunderts, angelegt worden sein dürfte die Ortschaft jedoch bereits um 1200. In Fraunschlag lebten 1869 97 Menschen in 13 Häusern. Bis zum Jahr 1910 blieb die Einwohnerzahl nahezu unverändert, wobei in damals 94 Einwohner in 13 Häuser gezählt wurden. Die Bevölkerung war dabei ausschließlich katholisch. Bis 1923 sank die Einwohnerzahl auf 84 Menschen, wobei die Gebäudezahl gleich geblieben war. 1951 lebten nur noch 71 Menschen in Fraunschlag, wobei erstmals zwischen dem Dorf Fraunschlag mit 11 Gebäuden und 56 Einwohnern sowie Streulagen mit zwei Gebäuden und 15 Einwohnern unterschieden wurde. Auch 1971 hatte sich an der Größe des Dorfes wenig geändert. Es umfasste zu diesem Zeitpunkt 78 Einwohner und 14 Häuser. Dabei bestand das Dorf weiterhin aus 11 Häusern mit 59 Einwohnern und die Streulagen zählte drei Gebäude mit 19 Einwohnern 1981 lebten in Fraunschlag 74 Einwohner in 15 Gebäuden, wobei das Dorf 55 Einwohner in 12 Gebäuden und die Streusiedlung 19 Einwohner in drei Gebäuden umfasste. Die Einwohnerzahl stieg zuletzt an. Lebten in Fraunschlag 2001 62 Menschen in 18 Häusern, so waren es 2011 68 Menschen.